# Cantonul Mareuil
Cantonul Mareuil este un canton din arondismentul Nontron, departamentul Dordogne, regiunea Aquitania, Franța.

## Comune
| Comune                           | Populație (1999) | Cod poștal | Cod INSEE |
| -------------------------------- | ---------------- | ---------- | --------- |
| Beaussac                         | 184              | 24340      | 24033     |
| Champeaux-et-la-Chapelle-Pommier | 154              | 24340      | 24099     |
| Les Graulges                     | 61               | 24340      | 24203     |
| Léguillac-de-Cercles             | 306              | 24340      | 24235     |
| Mareuil                          | 1.112            | 24340      | 24253     |
| Monsec                           | 204              | 24340      | 24283     |
| Puyrenier                        | 57               | 24340      | 24344     |
| La Rochebeaucourt-et-Argentine   | 372              | 24340      | 24353     |
| Rudeau-Ladosse                   | 180              | 24340      | 24221     |
| Saint-Crépin-de-Richemont        | 202              | 24310      | 24391     |
| Sainte-Croix-de-Mareuil          | 139              | 24340      | 24394     |
| Saint-Félix-de-Bourdeilles       | 70               | 24340      | 24403     |
| Saint-Sulpice-de-Mareuil         | 125              | 24340      | 24503     |
| Vieux-Mareuil                    | 340              | 24340      | 24579     |